# معركة كوروبيديوم
معركة كوروبيديوم، وتسمى أيضًا معركة كوروبيديون هي آخر معركة خاضها ملوك طوائف الإسكندر المقدوني. وقعت سنة 281 ق م بين جيوش ليسيماخوس وسلوقس الأول.
كان ليسيماخوس قد حكم تراقيا لعدة عقود، وضم إليها أجزاء من غرب تركيا الحالية بعد معركة إبسوس، كما نجح لاحقًا في ضم مقدونيا القديمة. أما سلوقس الأول فكان يحكم الإمبراطورية السلوقية، التي شملت أراض تقع حاليًا شرق تركيا، وسوريا، ولبنان، وفلسطين، والعراق، وإيران.
لم يحفظ لنا التاريخ كثيرًا من تفاصيل المعركة، غير أنه حفظ لنا أن النصر حالف سلوقس، وأن ليسيماخوس لقي مصرعه في المعركة برمح جندي من جنود سلوقس يدعى مالاكون (وفقًا للمؤرخ ممنون الهرقلي).
منح هذا الانتصار سلوقس سيطرة اسمية على كامل إمبراطورية الإسكندر تقريبًا، باستثناء مصر التي كانت تحت حكم البطالمة. غير أن سلوقس لم يهنأ طويلًا بهذا النصر؛ إذ اغتاله بطليموس كيراونوس عقب عبوره مضيق الدردنيل لبسط سيطرته على ممتلكات ليسيماخوس في أوروبا، وسرعان ما حظيت مقدونيا باستقلالها مجددًا.